# Okręg wyborczy Midlands
Okręg wyborczy Midlands powstał w 1903 i wysyłał do Rady Ustawodawczej jednego deputowanego. W 1914 wcielony do okręgu Gwelo. W 1920 reaktywowany. W 1924 po przekształceniu Rady w Zgromadzenie Ustawodawcze liczbę mandatów zwiększono do dwóch. W 1928 zlikwidowany, reaktywowany w 1970 jako okręg jednomandatowy, w którym mogli głosować biali. Ostatecznie zlikwidowany w 1987, po odrzuceniu przez parlament Zimbabwe Porozumienia w Lancaster House.

## Radni, deputowani do Zgromadzenia Ustawodawczego oraz Izby Zgromadzenia z okręgu Midlands
- 1903 - 1905: Herman Melville Heyman
- 1905 - 1911: Herbert Longden
- 1911 - 1914: Herman Melville Heyman
- 1920 - 1924: Walter Douglas-James, Ruch na rzecz Samorządu
- 1924 - 1928: Robert Gilchrist, Partia Rodezji, od 1925 bezpartyjny, od 1927 Partia Progresywna
- 1924–1928: William James Boggie, Partia Rodezji
- 1928: Arthur James Taylor, Partia Rodezji
- 1970 - 1974: Roger Tancred Hawkins, Front Rodezyjski
- 1974 - 1985: Henry Elsworth, Front Rodezyjski, od 1985 Niezależna Grupa Zimbabwe
- 1985 - 1987: Cyril Tapson, Konserwatywny Sojusz Zimbabwe